# Антисемитизм в Средние века

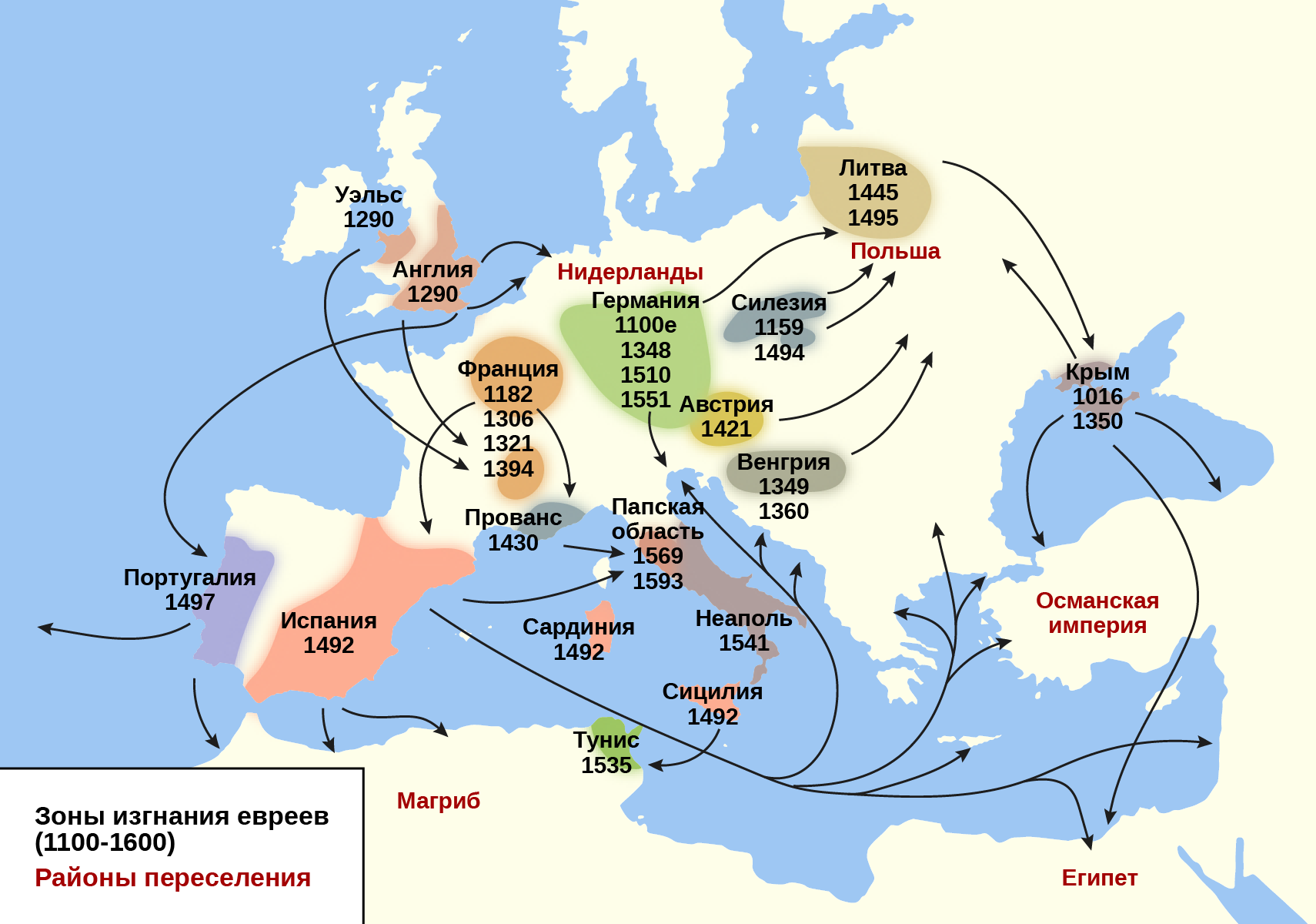
Изгнания евреев в Средние века, с 1100 года по 1600 год, районы переселения.

Антисемитизм в Средние века — враждебное отношение к евреям как к религиозной группе в Средневековье, часть истории антисемитизма.
В этот период антисемитизм существовал в двух смежных формах — религиозный антииудаизм («теологический» антисемитизм) и специфический «химерический» («оккультный») антисемитизм. Среди прочего антисемитизм широко использовался как инструмент в политической и экономической борьбе.
Начиная с враждебного по отношению к евреям эдикта императора Константина (313 год), влияние христианской церкви в мире всё более возрастало. Вместе с чем возрастало и «обучение презрению» к иудеям. В свою очередь, это приводило к их социальной дискриминации, кровавым наветам, погромам, совершавшимся христианами с благословения церкви, а также погромам, инспирировавшимся непосредственно церковью. Распятие Христа рассматривается некоторыми христианскими богословами и другими авторами как совершённое евреями «богоубийство». Блаженный Августин утверждал, что евреи, как народ проклятый и наказанный Богом, должны быть обречены на «унижающий их образ жизни» с тем, чтобы стать свидетелями истины христианства.
Химерический антисемитизм как специфическая форма выражается в мифических представлениях о практиках еврейских общин (ритуальные убийства, осквернение причастия, похищение христианских детей, отравление колодцев, распространение заразы), а также специфических связях с дьяволом и физиологических отличиях евреев от христиан. Отсутствие сильной центральной власти и могущество многочисленных корпораций (цехов, гильдий и т. п.) открывали широкий простор для преследования и унижения евреев всеми классами христианского общества.
Страх перед «ересью», которая якобы исходит от евреев, и традиционный христианский антииудаизм длительное время определяли враждебное отношение русского православия к евреям. Крупнейшей трагедией XV века для евреев Западной Европы стало изгнание из Испании в 1492 и Португалии в 1496 годах. К концу XV века евреи были изгнаны из всех королевств Западной и Южной Европы, это способствовало переселению евреев в страны Центральной и Северной Европы.
В исламе отношение к евреям было сформировано враждой в 620-е годы с участием пророка Мухаммеда. При этом под мусульманским владычеством евреи жили более спокойно и комфортно, чем в христианской Европе, однако подвергались существенной дискриминации. Массовое насилие в отношении евреев в исламе было редким явлением.

## Периодизация
В двухтомнике «Antisemitism: a historical encyclopedia of prejudice and persecution» историки Кеннет Стоу (англ. Kenneth Stow) и Дин Филлип Белл (англ. Dean Phillip Bell) используют традиционную периодизацию Средневековья на «раннее» (430—1096), «высокое» (1096—1343) и «позднее» (1343—1453).
В своей классической «Краткой истории евреев» Семён Дубнов делит Средневековье в еврейской истории на два периода:
- от VI до XI века когда основная масса евреев жила на Востоке (в Вавилонии, Персии, Аравии, Сирии, Палестине и Египте), а в Европе существовали лишь отдельные небольшие общины на Средиземноморском побережье[5];
- XI—XV века, когда основным местом жительства евреев становится Европа (Испания, Франция, Германия и другие страны).

Завершением средневековой истории евреев по Дубнову стало изгнание из Испании в 1492 году.

## Предыстория
Дохристианское римское общество было религиозно терпимым и политеистичным, что выражалось в том числе в юридическом статусе евреев как collegium — религиозного объединения, членам которого было позволено заниматься отправлением религиозного культа и «жить по законам предков». В первые три века существования христианства, когда ещё не было единой церкви и каждая крупная община могла трактовать по-своему священные тексты, многие христианские общины мало чем отличались от иудейских. Переломным моментом стало основополагающее решение освободить новообращённых христиан от исполнения заповедей иудаизма и от обрезания на Иерусалимском соборе в 50 году н. э. Конкуренция в обращении язычников и обвинение евреев в богоубийстве постепенно разъединяли иудаизм с христианством и вызывали взаимную ненависть, которую для христиан обосновывал «теологический антисемитизм», активно развиваемый христианскими богословами.
Прозелитизм иудеев среди язычников в этот период также вызывал враждебность христиан, поскольку такие язычники были потеряны для христианства. Одним из жанров раннехристианской литературы были апологетические сочинения Adversus Judaeos («Против иудеев»). Они формировали в христианской среде негативный образ иудеев и их религии. С ужесточением относящегося к евреям в Византии законодательства в начале V века их положение стало быстро ухудшаться. К началу VI века политические и религиозные идеи слились в имперском законодательстве в соединение роли императора как главы государства и защитника христианской веры. Это создало угрозу для евреев и других иноверцев.

## Раннее Средневековье
В этот период конфликт с иудаизмом приобрёл характер неотъемлемого компонента идеологии и самоопределения христианства. Церковь стремилась разделить христиан и евреев, вводя запреты, например, на совместные трапезы, устанавливая для евреев специальную одежду и запрет евреям нанимать христианскую прислугу и свидетельствовать против христиан в суде. Эта сегрегация была закреплена позднее Вселенскими соборами. Католическая церковь не стремилась к полному искоренению иудаизма, поскольку существование евреев как униженного меньшинства должно было служить свидетельством истинности и победы христианства. Эта позиция опиралась на мнение святого Августина. Папа Григорий I систематически выступал в качестве защитника евреев по поводу частых нарушений гарантированной им законом свободы богослужения и требовал возмещения им убытков, причиняемых захватом синагог. Также Григорий был противником насильственного крещения. При этом он настаивал на запрете евреям строить новые синагоги и владеть рабами-христианами, требовал пресекать попытки распространения иудаизма. Его пасторские послания по этой тематике на века задали стандарт отношения папства к евреям.
Однако православная греческая церковь была более враждебна к евреям и возбуждала ненависть народных масс подстрекательством против «убийц Христа». Примером могут служить проповеди видного богослова Иоанна Златоуста в Антиохии в конце IV века. Переход в христианство евреев приветствовался и поощрялся, переход христиан в иудаизм запрещался и карался с постепенным ужесточением законодательства от конфискации имущества вплоть до смертной казни обращённого и врача, совершившего обрезание.
Во Франции начиная с эпохи Меровингов с конца V века и после евреи в торговых городах подвергались дискриминации и были объектом народной ненависти. Орлеанский церковный собор лишил евреев права вызывать христиан в суд. Им запрещалось занимать государственные посты, выборные должности, появление в общественных местах во время Пасхи, вступать в браки с католиками, обращать в иудейство рабов-христиан. Было принято несколько эдиктов с целью принудительного крещения, но по вопросу их практического применения в источниках есть разногласия. В эпоху Каролингов лишь христианам разрешалось приобретать землю в собственность, а иудеям оставалось заниматься торговлей и денежными операциями. Отдавая деньги под проценты, иудеи преуспевали, а их общины множились, но продажа ими рабов вызывала гнев со стороны католического духовенства, и постановления церковного собора в Мо 845 года существенно ограничили их имущественные права. К религиозному предубеждению добавилась всеобщая подозрительность к еврею-торговцу, поскольку после мусульманского завоевания Ближнего Востока большинство купцов, путешествовавших по дорогам Латинской Европы, были евреями.
Принято считать, что в раннем Средневековье евреи жили в относительной безопасности, однако в реальности это был период, когда евреев уже начинали изгонять и принуждать к принятию христианства. Остатки римского права, обеспечивавшие евреям некоторую защиту, после обращения вестготского королевского дома в католицизм в 589 году были отменены. В 654 году была принята «Вестготская правда» — новый кодекс, в которой все нормы в отношении евреев отличались крайней нетерпимостью. Евреев неоднократно изгоняли из страны и предпринимали акции насильственного крещения. В частности, в 613 году король Сисебут приказал крестить всех евреев и этот приказ настойчиво претворялся в жизнь. Шестой Толедский собор в 638 году постановил, что лишь католики могут жить в Испании, а король Эгика в 694 году после Семнадцатого Толедского собора оставшихся евреев обратил в рабов. Французский историк Леон Поляков называет законодательство королевства вестготов откровенно антииудейским, видя в нём первоисточник европейского антисемитизма.
Во Франции первое изгнание датируется по разным данным или 590-ми годами, или 620-ми (в правление Дагоберта I). Евреям было предложено креститься или покинуть страну.
В период персидско-византийской войны (602—628) евреев преследовали обе стороны. После занятия Иерусалима персами многие евреи были там распяты, а оставшиеся в живых изгнаны. После возврата города под контроль Византии евреи по приказу императора Ираклия I вновь были изгнаны из города, а иудаизм был практически объявлен вне закона. В 634 году Ираклий издал указ, предписывающий креститься всем лояльным гражданам, однако о его выполнении ничего не известно. Император Лев III Исавр в 721 или 722 году вновь потребовал от всех евреев креститься и этот приказ был реализован. Евреи были «вторым сортом» граждан империи, Вениамин Тудельский описывал враждебное отношение к ним в византийском обществе.
В Европе гражданский статус, обеспеченный римским правом, постепенно менялся на феодальную зависимость, но принести присягу вассала могли только христиане. Таким образом, евреи оставались вне защиты закона и полностью зависели от благосклонности правителей.
Исходное отношение к евреям в исламе было сформировано в раннем Средневековье на основе истории жизни пророка Мухаммеда, который в 620-е годы враждовал и воевал с рядом еврейских общин на Аравийском полуострове. Однако в период последовавший за исламскими завоеваниями евреи Востока, оказавшиеся под исламским владычеством, жили относительно комфортно, поскольку, как пишет Роберт Чейзен, «в отличие от христианства, в исламе не сложилось фундаментальное антисемитское учение, ставшее частью социальной мифологии». В свою очередь, историк из Принстонского университета Марк Коэн отмечает, что с XIX века в историографии существовал «миф о еврейско-мусульманской межконфессиональной утопии», в рамках которого «слезливому» описанию жизни евреев в христианской Европе представлялось утопическое идеализированное представлении о процветании и веротерпимости под арабским и исламским владычеством. Евреев под властью ислама преследовали, но реже и менее жестоко, чем в христианском мире.

## Высокое Средневековье
Враждебность к евреям стала нарастать с XI—XII веков: из теологического антииудаизма она превращалась в иррациональную ненависть. В отличие от папства, которое требовало не причинять вреда евреям, особую роль в пропаганде ненависти сыграли нищенствующие ордена — францисканцы и доминиканцы. C XII века в Европе стала выстраиваться система стигматизации, криминализации и преследования людей, поведение которых отличалось от общепринятого. Одними из первых под удар строящегося «репрессивного общества» попали евреи. В это время сложился так называемый «химерический» (Гэвин Ленгмюр) или «оккультный» (Джон Клир) антисемитизм, в рамках которого евреи представлялись как слуги дьявола, их начали обвинять в ритуальных убийствах, осквернении причастия и ряде других преступлений. Эти обвинения достигли пика в XIV и XV веках.
Первоначально антииудейская риторика отдельных кругов католического духовенства не встречала единодушной поддержки среди широких кругов населения, особенно в Пиренейских государствах, Лангедоке, Провансе и итальянских землях. Ещё в середине XII века евреи поддерживали там постоянное общение с христианами, и, как известно из постановлений Четвёртого Толедского собора и последующих соборов, вплоть до конца XI столетия браки между христианами и иудеями являлись обычным делом. Однако по мере нарастания антисемитских настроений церковь настаивала на сегрегации евреев, а затем занялась запретами и цензурой еврейской религиозной литературы.
В германских землях еврейское население, сосредотачивавшееся в основном в городах, на протяжении Раннего Средневековья неуклонно росло, так, если к 1000 году там насчитывалось около 4 000 евреев, спустя всего век, к началу крестовых походов, их количество достигло почти 20 000.
В 1109/1110 годах Педро Альфонсо был написан Dialogus contra Iudaeos, вымышленный диалог между двумя «я» одного и того же человека — самого автора, новообращённого Петруса Альфонса, бывшего Моисея Иудейского. Диалог знаменует новый и важный этап в истории еврейско-христианских интеллектуальных отношений. Отмечается введение автором талмудического материала в христианский дискурс об иудаизме, его акцент на доказательстве своих положений посредством рациональной аргументации (sola ratione). Если ранее христиане утверждали, что евреи слепо следуют старому Закону, то Петрус выдвинул другую идею, что евреи заменили его на новый и еретический закон — закон Талмуда. По его мнению, лидеры иудеев сознательно и преднамеренно сбивают свою паству с пути истинного, намеренно лгут, чтобы скрыть свой грех убийства Христа, несмотря на то, что, согласно Петрусу, они знают, что он был Сыном Божьим. Петрус утверждал, что Талмуд был написан, чтобы не дать еврейскому народу увидеть, что Иисус был Сыном Божьим. Эти идеи были использованы позднее — начиная с 1239 года в период понтификата Григория IX для нарушения принципа свободы вероисповедения иудеев.
В 1120 году папа Каликст II издал буллу «О евреях» с изложением официальной позиции церкви. Направленная на защиту последних, она повторяла позицию папы Григория I, декларируя право евреев на «их законную свободу». Христианам под страхом отлучения от церкви воспрещалось принуждать иудеев к крещению, причинять им вред, мешать проведению их праздников и религиозных обрядов. Впоследствии булла подтверждалась примерно двадцатью понтификами до 1447 года. Исключением стала деятельность папы Иннокентия III, который активно проповедовал вражду к евреям, инициировал новые ограничения и учредил инквизицию.

### Крестовые походы
Ключевым событием, изменившим судьбу евреев, стал организованный в 1096 году Первый крестовый поход, целью которого было освобождение Святой земли и «Гроба Господня» от «неверных». Начался же он с уничтожения крестоносцами ряда еврейских общин Европы в ходе так называемого Германского крестового похода. Волна насилия против евреев прокатилась по Франции и Священной Римской империи, включая массовые убийства в Руане, Вормсе, Трире, Меце, Майнце, Кёльне, Бамберге и других городах в период с 1096 по 1099 годы. Большинство евреев были убиты или покончили жизнь самоубийством под угрозой насильственного крещения. Лишь немногие местные власти оказали сопротивление погромщикам. Грабежи, насилие и антиеврейские погромы кроме Германии и Франции охватили также Италию, Испанию, Англию, Венгрию и Богемию. Важную роль в этой волне насилия сыграла антиеврейская пропаганда. Византийские евреи почти не пострадали во время крестовых походов. Напротив, сирийские и палестинские евреи подверглись массовой резне со стороны крестоносцев.

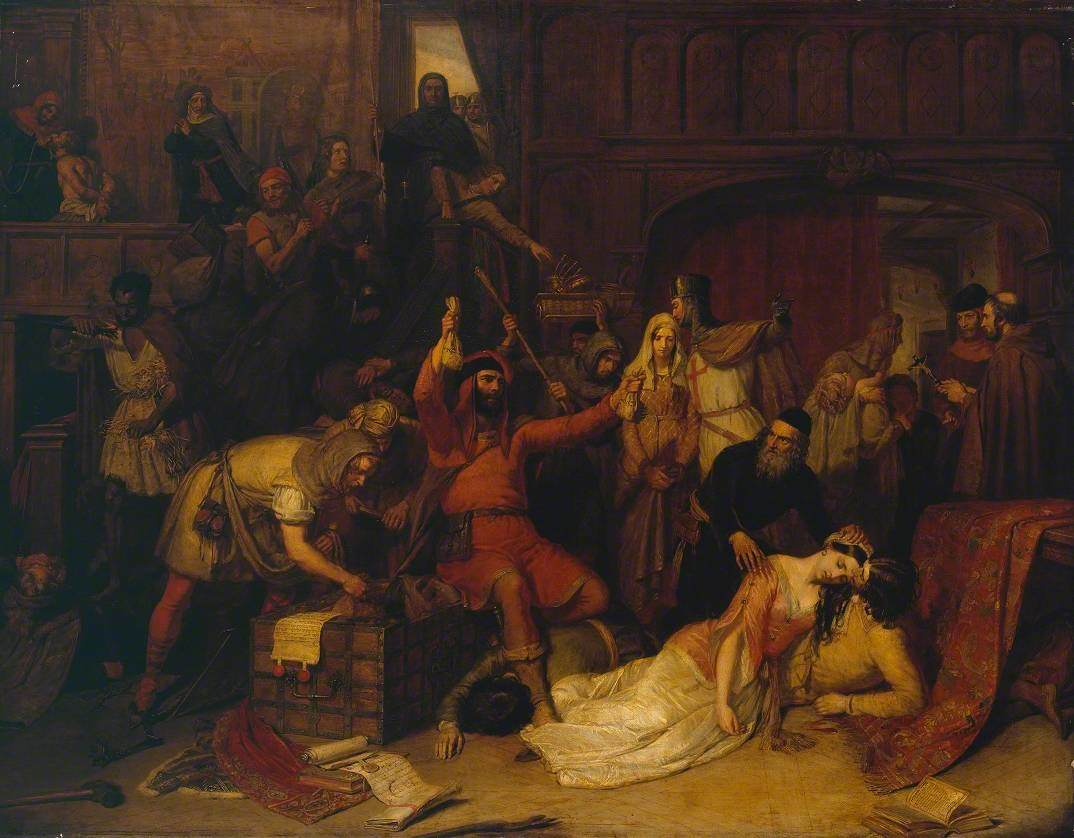
Чарльз Ландсир. «Разорение еврейского дома при Ричарде I» (1839)

Во время Второго крестового похода (1147—1149) отряды крестоносцев лучше контролировались властями и еврейские общины пострадали существенно меньше. Там, где противостоять подстрекательной агитации не удавалось, власти укрывали евреев в укреплённых замках. Во время Третьего крестового похода (1189—1192) больше всего пострадали евреи Англии после того как к походу решил присоединиться король Ричард Львиное Сердце. Первый погром был устроен в Лондоне после коронации Ричарда 3-4 сентября 1189 года, потом были уничтожены еврейские общины Линна, Норвича и Стамфорда. После того как король отправился в поход, погромы возобновились с новой силой, особенно в Йорке, где 16-17 марта 1190 года были убиты от 150 до 500 евреев. В это время мотивация погромщиков носила уже не столь религиозный, сколь экономический характер.
Во время так называемых крестовых походов пастушков в 1251 и 1320 годах погромам и уничтожению подверглись еврейские общины Франции — Парижа, Орлеана, Тура и Бурже, а затем Гаскони и Прованса. Папа Иоанн XXII отлучил от церкви всех участников похода, король Филипп V пытался остановить бесчинства, но население активно поддерживало погромы и принимало в них участие. Во время альбигойского крестового похода, организованного папой Иннокентием III против христианской секты катаров в 1209—1229 годах, во Франции пострадали также евреи Прованса.

### Кровавый навет

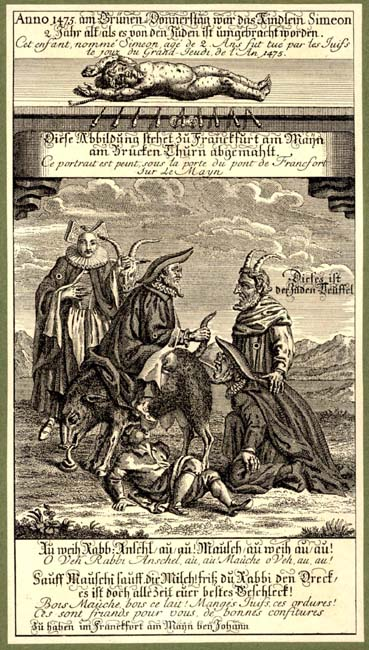
Франкфурт. Антисемитская карикатура, обвиняющая евреев в ритуальном убийстве христианского мальчика в 1475 году

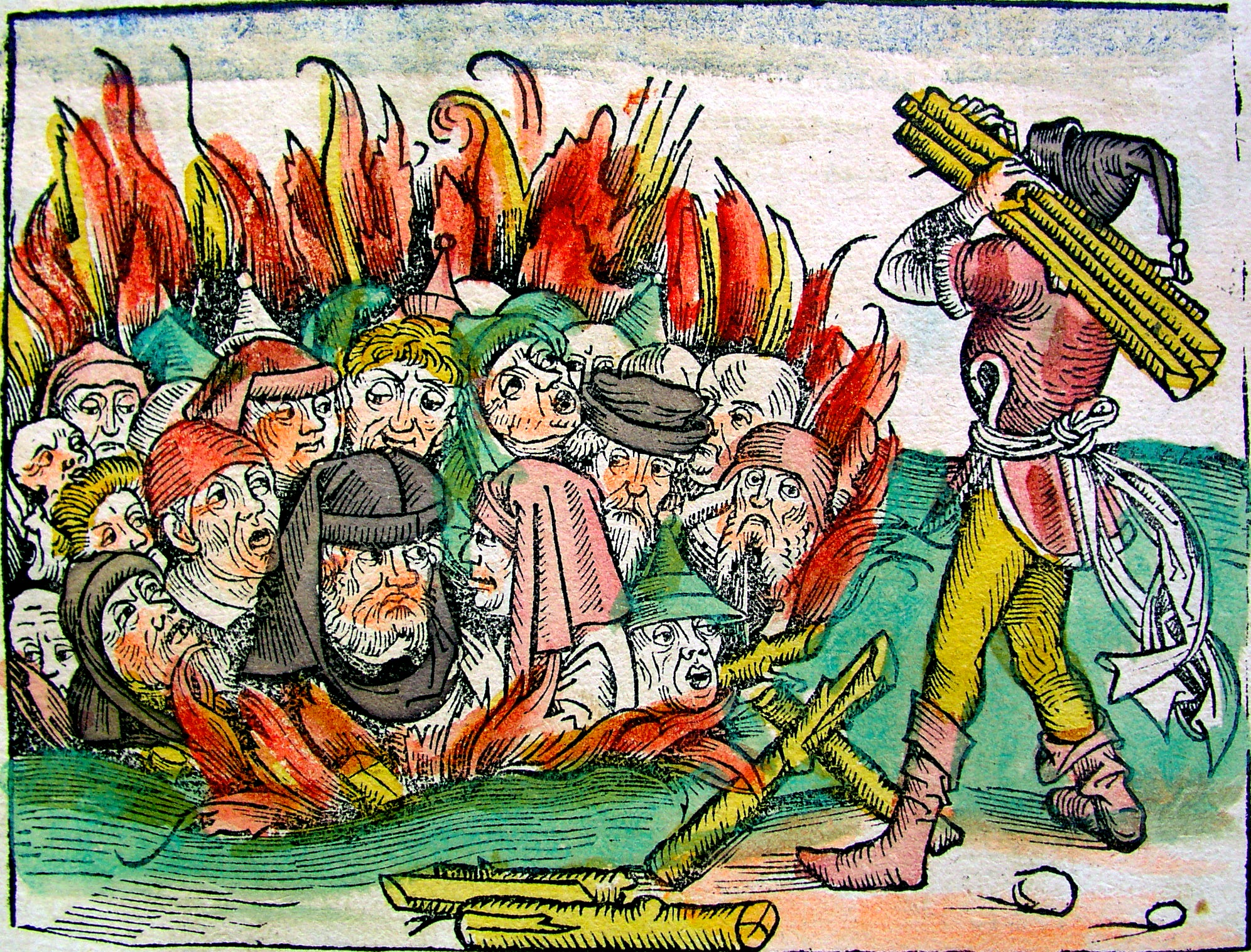
Сожжение иудеев в Деггендорфе (Бавария) за осквернение гостии (1338). Ксилография из «Нюрнбергской хроники» (1493)

Новые критически важные обвинения в адрес евреев возникли в период XII—XIII веков: кровавый навет и как его варианты — осквернение гостии и легенда о евреях-отравителях. Суть кровавого навета — обвинение евреев в ритуальных убийствах иноверцев и использовании их крови в ритуальных целях.
Согласно житию святого блаженного Евстратия Печерского, весной 1097 года в Херсонесе еврейский купец купил у половцев группу захваченных ими близ Киева пленников, среди которых был монах Киево-Печерской лавры Евстратий. По легенде хозяин убил его за нежелание отказаться от Христа. Филолог Александр Панченко и историк Владимир Петрухин отмечают параллели между легендами о Евстратии и Вильяме Норвичском. Вильям был 12-летним христианским мальчиком, сыном кожевенника, тело которого было найдено в 1144 году близ Нориджа (графство Норфолк), после чего отдельные представители духовенства обвинили местных иудеев в его ритуальном убийстве, сам же мальчик почитался в качестве местночтимого святого. Учёные связывают эти две легенды, возникшие в одно время на противоположных полюсах христианского мира, с религиозными настроениями периода первых крестовых походов с их акцентом на распятии Христа и антиеврейской идеологией.
Со второй половины XII века кровавый навет происходил в других городах Англии и перекинулся на континент — во Францию и Испанию, затем в Германию и далее на Восток. С 1144 до 1290 года, когда евреи были изгнаны из Англии, известно по крайней мере 14 наветов. 26 мая 1171 года во французском городе Блуа по обвинению в убийстве христианского подростка были заживо сожжены по разным данным от 31 до 33 евреев. В 1235 году уже в Германии было зафиксировано четыре кровавых навета — в Фульде, в Лауде, в Таубербишофсхайме и в Вольфесхайме. В июле 1236 года после тщательного исследования не только этих наветов, но и в целом еврейских обычаев с помощью выкрестов из Германии и ряда других стран Европы, император Фридрих II издал буллу, в которой отверг кровавый навет и постановил, что евреи находятся под покровительством императора. С осуждением кровавого навета также выступали все папы Римские, которые высказывались на эту тему, начиная с Иннокентия IV в 1247 году и восьми его преемников в последующем. Однако это не остановило волну наветов, которая достигла кульминации в Западной Европе в XV—XVI веках, а в Польше и других восточноевропейских странах продолжалась до конца XIX — начала XX века (дело Бейлиса).
С кровавыми наветами на евреев и, в частности, с легендой о Евстратии Печерском, связывает первый известный на Руси еврейский погром в ходе Киевского восстания 1113 года Владимир Петрухин.
В 1290 году евреи Парижа были обвинены в осквернении гостии — хлеба, который, согласно христианскому догмату, во время обряда причастия превращается в плоть Иисуса. Этот навет был отголоском известных с раннего христианства легенд об осквернении христианских священных предметов. В связи с важной ролью христианского учения о евхаристии обвинения в осквернении гостии стали популярны с XIII века.
По приблизительным оценкам в европейской истории было около 250 кровавых наветов и около 100 наветов по осквернению гостии.

### Прочие преследования

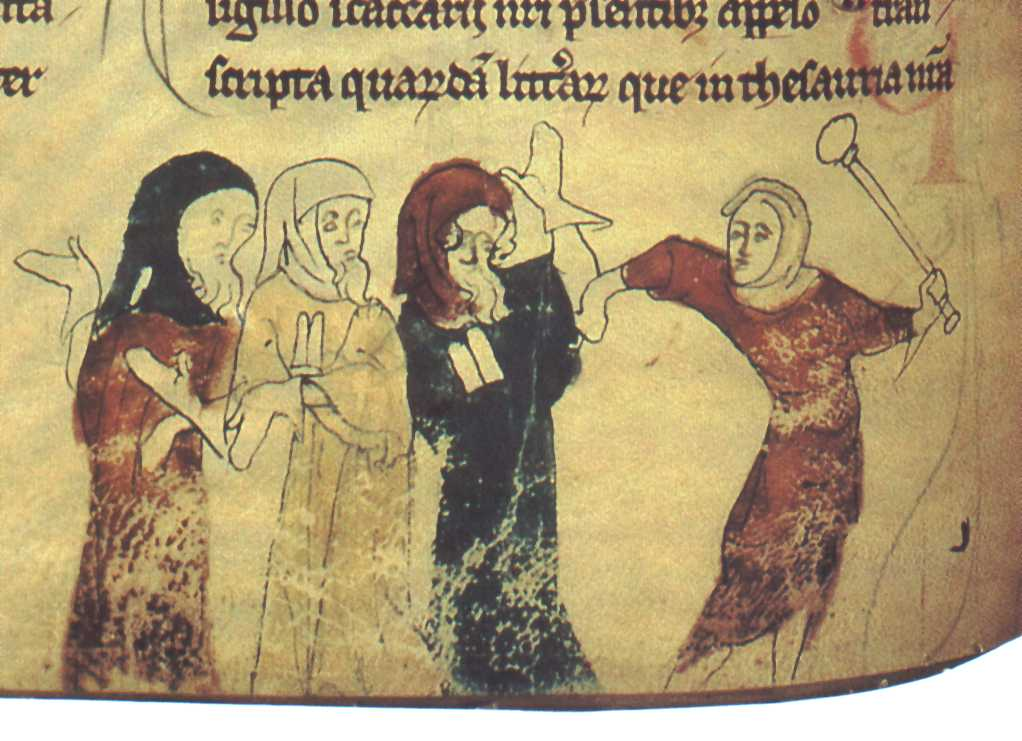
Миниатюра из «Рочестерской хроники» XIII века, изображающая евреев со специальными знаками

Рост феодального землевладения, развитие торговли и ремёсел в XII—XIII веках, непосредственный толчок к которым дали крестовые походы, сопровождались формированием национальных купеческих сословий и городских цехов, что неизбежно меняло экономическое положение еврейского населения средневековых европейских монархий, значительная часть которого, помимо «интеллигентных» профессий, неизбежно переходила от земледелия к занятию ростовщичеством.
Источники X—XI веков дают информацию о нападениях на евреев по разным мотивам: иногда как на ростовщиков, иногда как на бродячих торговцев без связи с их происхождением и религией. Однако отмечаются случаи нападения на евреев именно как на евреев вне связи с профессией. Одним из важных мотивов антиеврейского насилия было представление о евреях как богоубийцах.
IV Латеранский собор (1215) потребовал от евреев носить на одежде специальные опознавательные знаки или ходить в особых головных уборах, им было запрещено занимать государственные должности и посещать общественные места в дни христианских праздников. В Испании с середины XIII века было распространено массовое христианское миссионерство в том числе среди евреев путём принудительных проповедей и принудительных дискуссий.
Одной из наиболее репрессивных институций была основанная Иннокентием III инквизиция. Папская инквизиция была инструментом борьбы с вероотступниками и негативными отзывами о христианстве. Репрессии на вернувшихся в иудаизм насильно крещёных евреев обрушились вместе с репрессиями в отношении христиан-еретиков и евреев, которых подозревали в прозелитизме. В раввинистической литературе инквизиция находила выпады в адрес христианства, следствием чего было массовое сожжение философских и некоторых галахических трудов Маймонида и ряда других книг. В Испании в 1478 году была введена государственная инквизиция, главной задачей которой было преследование марранов. Евреи считались распространителями всеобщей ереси. После изгнания евреев из Испании в 1492 году под давлением испанцев государственная инквизиция была учреждена в Португалии. В Испании и Португалии были введены чисто расистские законы об «исконных христианах», по которым обращённые в христианство были поражены в правах. Были, однако, и христиане, со всей решительностью выступавшие против этих законов. Среди них были святой Игнатий Лойола (около 1491—1556) — основатель ордена иезуитов и святая Тереза Авильская.
Во Франции в XIII—XIV веках положение евреев ухудшилось. Кроме преследований со стороны инквизиции, католическая церковь вынуждала раввинов принимать участие в религиозных диспутах, исход которых был предрешён заранее. Талмуд подвергался ожесточённым нападкам, а в 1242 году был запрещён. В 1306, 1322 и 1394 годах евреи изгонялись из Франции.
В XIII веке в целом папские гарантии защиты евреев, данные со времён Григория Великого, как пишет Коэн, «ослаблялись враждебностью и неодолимым желанием исключить неверных евреев из сообщества христиан».
С середины XII века светский статус евреев, ранее определявшийся через так называемые «хартии» (привилегии, данные властями), начал заменяться на статус «рабов казны» (servi camerae nostrae или servi camerae regis). Это означало несвободу и зависимость от верховной власти. Серв был лишен не только свободы, но и не мог апеллировать к защите закона. В дальнейшем эволюция положения евреев в средневековом европейском обществе регрессировала до почти настоящего рабства и полного исключения из общества. Практика исключительной королевской власти над евреями породила возможность их неограниченной эксплуатации и обложение их любыми податями и конфискациями. Евреи были совершенно беззащитны перед сборщиками налогов. Если правители не находили в евреях какой-либо пользы для себя, то они отнимали у них всё имущество и изгоняли их.
«Статут о еврействе» обнародованный в 1253 году королём Англии Генрихом III ввёл требование к евреям иметь отличительный знак в виде «двух белых табличек, изготовленных из белого полотна или пергаментной бумаги», которые нужно было носить на «передней стороне их верхней одежды». В дальнейшем по мере распространения в Европе менялись форма и цвет знака, который чаще всего был жёлтым. В Священной Римской империи до XV века евреи носили особой формы коническую шляпу, которой затем прибавилось жёлтое «колесо», ставшее предшественником печально известной жёлтой звезды.
Во время второй Баронской войны в Англии (1263—1267) прошли погромы многих еврейских общин. 18 июля 1290 года король Эдуард I издал указ об изгнании из страны всех евреев, число которых в стране на тот момент не превышало 4000 человек. Большинство беженцев переехали во Францию, Фландрию и Германию. Указ был отменён только в 1652 году Оливером Кромвелем.
Антисемитизм в это период не ограничивался христианской Европой. Так, в Византии в XII—XV веках сохраняли силу прежние дискриминационные нормы, Патриарх Афанасий пытался добиться изгнания евреев из Константинополя.

### В исламском мире
Принципиальным отличием в отношении к евреям между исламом и христианством было то, что евреи были объектом регулирования со стороны исламского права, а не «собственностью» властей. Евреи были подданными мусульманских монархов, хотя и подданными «второго сорта». Другим отличием было то, что евреи в мусульманских странах обычно не выделялись в отдельную регулируемую группу среди иноверцев.
Для покорённых неисламских народов, включая евреев, был разработан статус зимми. Хотя первый документ относительно этого статуса приписывается Омару ибн-аль-Хаттабу (VII век), но известные тексты датируются не ранее чем X—XI веками. Этот статус гарантировал иноверцам свободу во внутриобщинных делах при безусловном подчинении исламу. Поскольку по исламским законам земля, принадлежавшая зимми, передавалась в собственность исламской общины, зимми из владельцев земли превращались в арендаторов, обязанных платить новому владельцу за пользование землёй. Поскольку зимми запрещалось владеть оружием, они полностью зависели от власти захватчиков. При этом обобщённые документы, касающиеся именно зимми, появились сравнительно поздно, лишь в XIV веке. До этого положения, касающиеся зимми находились в соответствующих разделах тематических правовых документов. Так, к примеру, в сборнике ханафитского права, касающегося брака (Китāб аль-никāх) одна из 29 глав книги посвящена браку у зимми.
Хотя мусульмане не были одержимы такой враждой к евреям, как христиане и положение евреев было лучше, чем положение язычников, тем не менее они были существенно дискриминированы, в частности ношением специальной отличающей их от мусульман одежды и уплатой специального налога (джизья). Хотя евреи находились под защитой закона, тем не менее, иногда в мусульманском мире также случались акции насилия, например, резня в Гранаде в 1066 году и гонения Альмохадов в Испании и Северной Африке в XII веке. В целом мусульмане относились к евреям с презрением и враждебностью. Процедура уплаты джизьи часто сопровождалась специальными унизительными процедурами. Также зимми обязаны были вставать в присутствии мусульманина, им было запрещено ездить верхом и строить дома выше, чем у мусульман.

## Позднее Средневековье

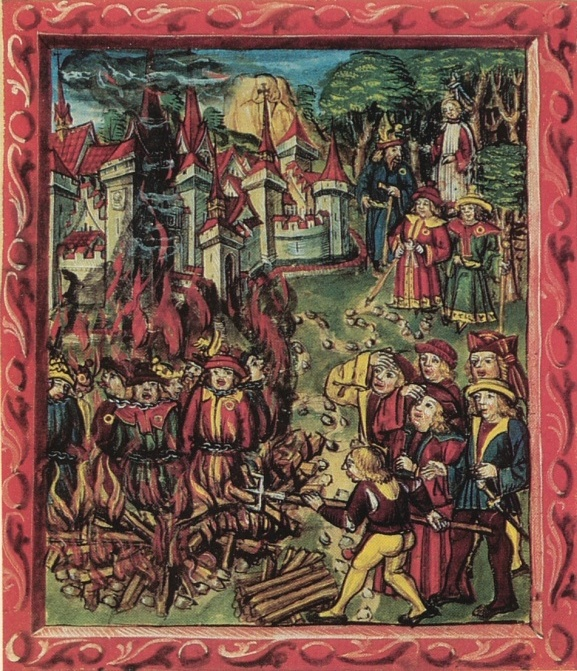
Сожжение иудеев в Аугсбурге в 1348 году. Миниатюра из «Люцернской хроники» (1513) Диболда Шиллинга Младшего

Нападки на евреев неизбежно усиливались в годы различных бедствий, а также при массовых народных возмущениях, особенно в городах, где часть из них занималась ростовщичеством или составляла конкуренцию торгово-ремесленным слоям коренного населения. Так, в годы эпидемии «чёрной смерти» (1348—1349) строгое соблюдение евреями предписаний кашрута и личной гигиены и проживание отдельно от христиан снижало смертность в еврейских общинах. Это усугубляло подозрения толпы, подстрекаемой фанатиками, которые обвиняли евреев в распространении болезни, отравлении колодцев и рассыпании яда у христианских домов. Расправы над евреями, в том числе сожжения их на костре, имели место в Париже, Базеле, Эрфурте, Страсбурге, Аугсбурге, Зальцбурге, Фрайбурге, Мюнхене, Констанце. При этом, католическая церковь в лице папы Климента VI решительно осудила подобные вспышки насилия, приводя в качестве аргумента существование поражённых чумой городов, в которых никаких евреев не было.
В связи с ограничениями, налагаемыми на евреев почти во всех видах деятельности, запретом на владение землёй и вступление в профессиональные гильдии, евреи вынужденно занимались ростовщичеством, что влекло за собой рост негативного отношения со стороны заёмщиков. При этом власти поощряли такую деятельность в целях налогообложения еврейских доходов. Ростовщичество стало синонимом слова «еврей» и неоднократно провоцировало вспышки насилия со стороны городской бедноты. Особенно яростную пропаганду против еврейского ростовщичества вели в XV веке монахи-францисканцы. В целом в христианской Европе и особенно в её северной части безопасность евреев находилась в обратной зависимости от общего уровня жизни. При неразвитых экономических отношениях в аграрном обществе евреев-торговцев и евреев-ростовщиков терпели как необходимый элемент экономического уклада. По мере развития экономических отношений и роста числа христианских конкурентов общая враждебность к евреям вырастала. При этом в исламских странах наблюдалась обратная ситуация: там безопасность евреев росла по мере роста уровня жизни и развития экономики, поскольку евреи могли трудиться в разных сферах и в меньшей степени зависели от капризов власть имущих.
Во Франции в 1320 году евреев обвиняли в отравлении рек и колодцев, в 1380 году и в 1382 году во время народных бунтов против высоких налогов громили также и еврейские кварталы. В 1394 году Карл VI Безумный приказал окончательно изгнать евреев из Франции, в результате чего многие из них переселились в германские и польские земли.
В 1391 году по всему Пиренейскому полуострову прокатилась волна антиеврейских выступлений и погромов. Тысячи евреев погибли, десятки еврейских общин были уничтожены. Королевские власти не смогли эффективно подавить беспорядки, а после их окончания наказали единичных зачинщиков.
Обвинения в ритуальных убийствах и осквернении гостии получили дальнейшее развитие. В 1420 году по указу герцога Альбрехта V по обвинению в осквернении гостии в Эмсе арестованы были практически все евреи Австрии. 120 женщин и 92 мужчины были сожжены заживо 12 марта 1421 года. Не пожелавшие перейти в христианство иудеи лишались имущества и высылались из страны, дети многих из них были насильно отправлены в монастыри. В 1421 году еврейский квартал в Вене был уничтожен, а синагоги разрушены. Австрия в еврейской традиции получила название «кровавой страны», а преследования в ней евреев были подробно описаны в «Австрийской хронике» профессора Венского университета Томаса Эбендорфера (1464). В 1475 году в Южном Тироле после серии антисемитских проповедей Бернардина Фельтрского евреев обвинили в убийстве двухлетнего Симона Трентского, 17 человек были сожжены заживо.

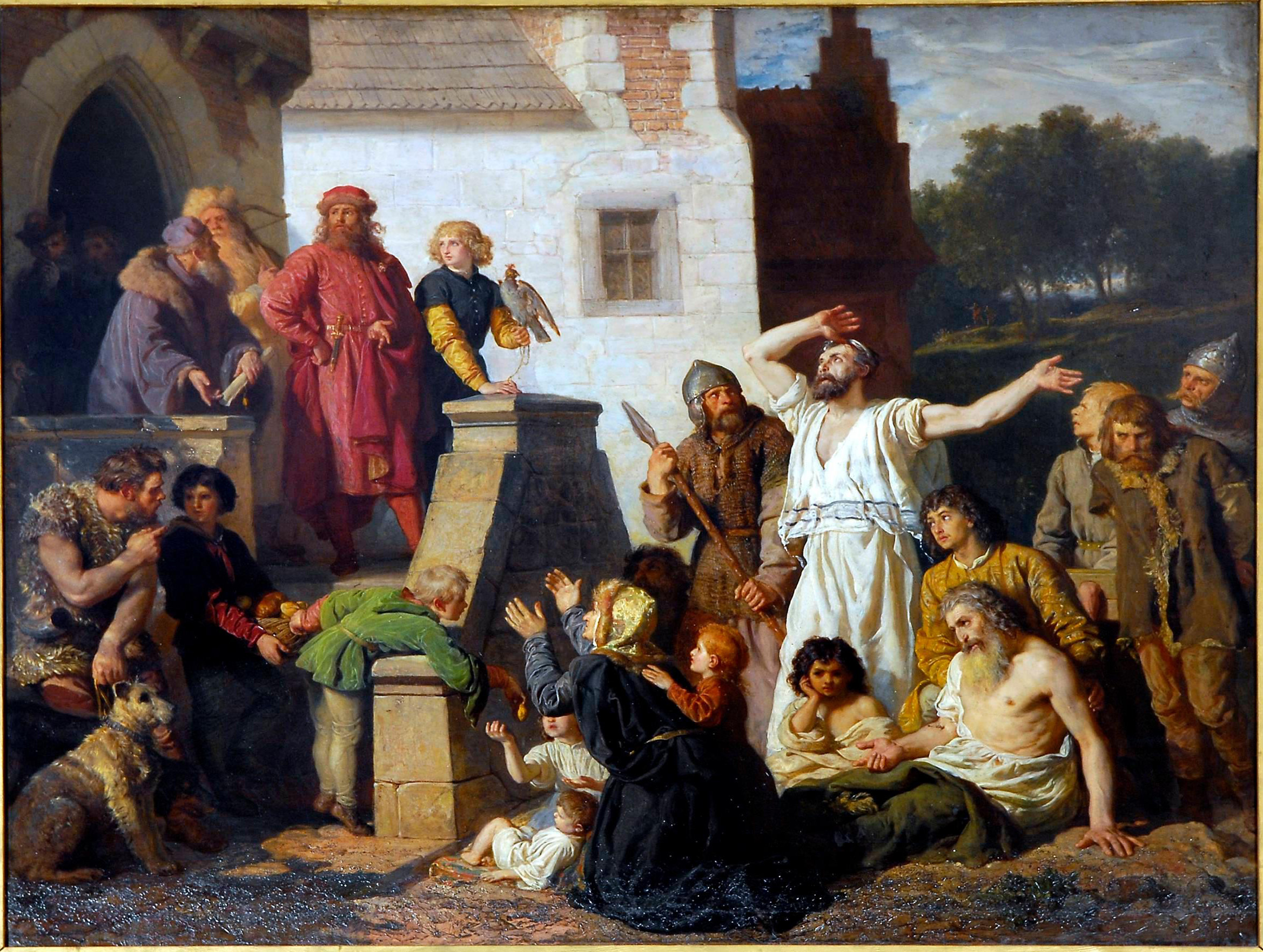
Войцех Герсон. «Казимир Великий и евреи, молящие принять их в Польше» (1874)

После 1450 года волна насилия в Западной Европе стала спадать. На позицию церкви и горожан влияли экономические соображения, поскольку евреи играли важную роль в городской экономике. В Польше в Средние века численность евреев увеличивалась благодаря притоку переселенцев с запада, в то время как соседняя Русь была почти полностью закрыта для евреев.
В Московской Руси на церковных соборах 1488 и 1490 и др. годов состоялось осуждение так называемой «ереси жидовствующих». Большинство «еретиков» были церковными реформаторами различных воззрений, но противники обвиняли их в «жидовстве». Страх перед «ересью», которая якобы исходит от евреев, и традиционный христианский антииудаизм длительное время определяли враждебное отношение русского православия к евреям.
Крупнейшей трагедией XV века для евреев Западной Европы стало изгнание из Испании в 1492 и Португалии в 1496 годах. После Реконкисты отношение к иноверцам было крайне негативным. В 1391 году христианское духовенство спровоцировало массовую резню евреев в Севилье, беспорядки перекинулись на другие города, тысячи евреев были убиты. В 1492 году королевская чета Фердинанда II Арагонского и Изабеллы Кастильской приняли эдикт, согласно которому евреям предписывалось в трёхмесячный срок креститься или покинуть Испанию. Через 4 года аналогичный документ был принят в Португалии. Краткая еврейская энциклопедия пишет, что большинство евреев предпочло покинуть страну. По другим оценкам бо́ольшая часть евреев приняла католичество и осталась в стране, а эмигрировало около 50 тысяч человек. 
В 1492 году в Штернберге (Померания) по указу герцога Мекленбургского Магнуса II отправлены были на костёр 27 иудеев, обвинённых в осквернении гостии. В 1493 году французский король Карл VIII, вдохновленный примером Испании, изгнал евреев из Прованса. К концу XV века евреи были изгнаны из всех королевств Западной и Южной Европы.
Названные выше социально-экономические факторы способствовали переселению евреев в страны Центральной и Северной Европы. Начиная с XII столетия, иудейские общины укрепляли своё положение в северогерманских землях, затем, с XIII века, в Польше, а позже в Великом княжестве Литовском (ВКЛ), где им, как правило, покровительствовали местные светские власти, но всячески противодействовали городские торгово-ремесленные коммуны и церковные круги. Первое изгнание евреев из восточнославянских земель произошло в ВКЛ в 1495 году и продолжалось всего несколько лет.

## Причины
Марк Коэн пишет, что «религиозный конфликт играл формообразующую, если не центральную роль в иудео-христианских и иудео-мусульманских отношениях в Средние века». При этом он указывает на ряд различий между христианством и исламом, обусловивших меньший уровень вражды и насилия по отношению к евреям со стороны ислама. В первую очередь, в исламе не было концепции богоубийства, а основатель ислама не объявлял себя ни мессией, ни богом. Его быстрая победа над иудеями Аравии, в отличие от длительного конфликта, который случился у христиан с иудеями в первые столетия нашей эры, предотвратила ожесточение. Кроме того, перед исламскими теологами, в отличие от христианских, не стояла первоначальная задача «отделиться» от иудаизма.
Подавляющее большинство населения христианской Европы жили среди невежества и суеверий, опасаясь козней дьявола и злых духов. При этом люди с фанатичной жестокостью охотились за теми, кого они считали слугами дьявола и уничтожали их. Приписываемое евреям сотрудничество с Сатаной находило горячий отклик в массах. Кроме религиозных претензий, евреев также часто обвиняли в светских прегрешениях — подрыве общего блага и причинении вреда простым людям. Эти социально-политические причины способствовавшие тому, что евреи становились «козлами отпущения» в любых конфликтах. 
С демографической точки зрения, в этот период в Европе евреи составляли примерно 1 % населения. При этом они часто играли существенную роль в некоторых отраслях, включая торговлю и ростовщичество, предубеждение по отношению к которым в Средние века разделяли как идеологи церкви, так и большинство населения. Живя среди христиан, евреи сохраняли верность своей религии и традиции, что бросало вызов христианству, подвергая сомнению его истинность. В результате образ еврея стал ассоциироваться со злом, а евреи в целом — восприниматься как угроза социальной стабильности. Социолог Георг Зиммель считал евреев Европы самым лучшим историческим примером «чужака».